# 程邈
程邈（？—？），秦始皇時代人物。相傳其發明隷書，但北魏郦道元《水经注》提及出土文物相關論述對此說存疑，近年出土《青川木牘》、《天水放馬灘秦簡》證明戰國已有隸書雛形，故現以程邈整理隸書為通說。

## 記載
- 东汉許慎《说文解字》敘：「 三曰篆書，即小篆。秦始皇帝使下杜人程邈所作也。」、「四曰左書，即秦隷書。」

- 清朝段玉裁《说文解字注》：「上文明言李斯、趙高、胡毋敬皆取史籒大篆省改所謂小篆，則作小篆之人既顯白矣，何容贅此，自相矛盾耶？況蔡邕《聖皇篇》云：程邈刪古立隷文。而蔡琰、衛恆、羊欣、江式、庾肩吾、王僧䖍、酈道元、顏師古亦皆同辭。惟傳聞不一，或晉時許書已訛。是以衛巨山疑而未定耳。下杜人程邈為衙獄吏，得罪幽繫雲陽，增減大篆體，去其䋣複，始皇善之，出為御史，名書曰隷書。下杜，江式、張懷瓘皆作下邽，庾肩吾《書品》作下邳。邈，說文無此字，蓋古只作藐。」、「上文云初有隷書，以趣約易，不也誰作，故此補之曰：秦始皇帝使下杜人程邈所作也。」

- 西晉衛恆《四體書勢》：「或曰，下土人程邈為衙獄吏，得罪始皇，幽繫雲陽十年，從獄中作大篆，少者增益，多者損減，方者使員，員者使方，奏之始皇。始皇善之，出以為御史，使定書。或曰，邈所定乃隸字也。」

- 北魏江式《論書表》：「隸書者，始皇時使下杜人程邈附於小篆所作也。世人以邈徒隸，即謂之隸書。」

- 北魏郦道元《水经注》：「或云，即程邈於雲陽增損者，是言隸者，篆捷也。孫暢之嘗見青州刺史傅弘仁說臨淄人發古冢，得銅棺，前和外隱起為隸字，言齊太公六世孫胡公之棺也。惟三字是古，餘同今書，證知隸自出古，非始於秦。」

- 南梁庾肩吾《書品》：「尋隸體發源，秦時隸人下邳程邈所作。始皇見而重之，以奏事繁多，篆字難制，遂作此法，故曰隸書，今時正書是也。」

- 唐朝顏師古《汉书·藝文志》注：「篆書謂小篆，蓋秦始皇使程邈所作也。隸書亦程邈所獻，主於徒隸，從簡易也。」

- 唐朝張懷瓘《書斷》：「案隸書者，秦下邽人程邈所作也。邈字元岑，始為衙縣獄吏，得罪始皇，幽繫雲陽獄中，覃思十年，益小篆方圓而為隸書三千字。奏之，始皇善之，用為御史。以奏事繁多，篆字難成，乃用隸字。以為隸人佐書，故曰隸書。蔡邕《聖皇篇》云：程邈刪古立隸文，甄酆六書。其四曰佐書是也。秦造隸書以赴急速，為官司刑獄用之，餘尚用小篆焉。漢亦因循，至和帝時，賈魴撰《滂喜篇》，以蒼頡為上篇，訓纂為中篇，滂喜為下篇，所謂三蒼也，皆用隸字寫之，隸法由茲而廣。酈道元《水經》曰：臨淄人發古冢，得銅棺，前版外隱起為字，言齊太公六世孫胡公之棺也。唯三字是古，餘同今隸書，證之隸字出古，非始於秦時。若爾，則隸法當先於大篆矣。案胡公者，齊哀公之弟靖胡公也。五世六公，計一百餘年，當周穆王時也。又二百餘歲至宣王朝，大篆出矣。又五百餘載至始皇之世，小篆出焉。不應隸書而效小篆，然程邈所造，書籍共傳，酈道元之說，未可憑也。」

- 北宋《宣和书谱》：「然而後人發臨淄塚，得齊太公六世孫胡公之棺，棺之上有文隱起，字同今隸。按胡公先始皇時已四百餘年，何為已有隸法？豈是書元與篆籀相生，特未行於時耶？若邈者，既知此體，乃自作一家法而上於秦，特以解雲陽之難耳。不然，何胡公之棺有是哉？」